# Trump Media & Technology Group

Trump Media & Technology Group logotipo de la compañía

Trump Media & Technology Group (TMTG), también conocido como T Media Tech LLC, es una empresa estadounidense de medios y tecnología fundada en enero de 2021  por el presidente de EE. UU. Donald Trump. El 1 de enero de 2022, el representante republicano de los EE. UU. Devin Nunes renunció a su escaño en la Cámara para convertirse en director ejecutivo de la organización. En febrero de 2022, TMTG lanzó una red social llamada Truth Social.

## Operaciones
TMTG tiene la intención de utilizar una compañía de adquisición de propósito especial (SPAC) para facilitar su conversión en una compañía que cotiza en bolsa. El 20 de octubre de 2021, TMTG y Digital World Acquisition Corp. (DWAC), una SPAC que cotiza en bolsa, anunciaron que habían firmado un acuerdo de fusión definitivo que combinaría las dos entidades, lo que permitiría a TMTG convertirse en una empresa que cotiza en bolsa. DWAC se creó con la ayuda de ARC Capital, una empresa con sede en Shanghai que se especializa en cotizar empresas chinas en los mercados bursátiles estadounidenses que ha sido objetivo de SEC por tergiversar corporaciones ficticias. Algunos inversores se sorprendieron para enterarse de que el dinero de su inversión se estaba utilizando para financiar una empresa de Trump. En 2021, la empresa DWAC Trump se vinculó con otra empresa, China Yunhong Holdings, con sede en Wuhan, Hubei, hasta que su banquero principal que dirigía la fusión prometió romper los lazos con China en diciembre de 2021, afirmando que Yunhong se "disolvería y liquidaría". En febrero de 2022, Reuters informó que la conexión entre ARC Capital y Digital World, con sede en Shanghái, era más amplia de lo que se pensaba. , y ARC ofreció dinero para poner en marcha el SPAC.
Las futuras ofertas de productos anunciadas por la compañía incluyen una red social (Truth Social) y programación a pedido (TMTG+).
En diciembre de 2021, TMTG dijo que había recaudado $ 1 mil millones en fondos de inversión privada en capital público (PIPE). Los inversores no están identificados. El Financial Times informó que los ingresos esperados de la financiación de PIPE y SPAC para TMTG serían de $1250 millones.
El 14 de diciembre de 2021, TMTG anunció que había firmado un "acuerdo de servicios de nube y tecnología de amplio alcance" con Rumble, y que Rumble operaría parte de la red social TRUTH, así como TMTG+.
En octubre de 2021, se informó, según la información proporcionada por congresstrading.com, que la congresista Marjorie Taylor Greene compró acciones de DWAC.
En septiembre de 2022, DWAC obtuvo una extensión de los accionistas por hasta seis meses para realizar el acuerdo de TMTG. Esto dejó las acciones de DWAC cotizando a $ 24, por debajo de un máximo de $ 175 en 2021. 

### Truth Social
El 21 de febrero de 2022, TMTG lanzó Truth Social en iOS. La red enfrentó problemas de escala sustanciales y persistentes y, a principios de abril de 2022, Reuters informó que Josh Adams, el jefe de tecnología de la compañía, y Billy Boozer, el jefe de desarrollo de productos, habían renunciado a sus cargos luego del lanzamiento "problemático" de Truth Social.
Después de que Elon Musk revelara su gran participación y intención de comprar Twitter en abril de 2022, el holding Digital World Acquisition Corp perdió el 44 % del valor de sus acciones. Matthew Kennedy, estratega de mercado de Renaissance Capital, dijo que la compra era preocupante para Digital World, ya que un Twitter propiedad de Musk socavaría la lógica detrás de la existencia de Truth Social.
El 22 de abril de 2022, la plataforma de video Rumble anunció que Truth Social migró con éxito su sitio web y sus aplicaciones móviles a la infraestructura en la nube de Rumble.

## Cuestiones legales
The New York Times informó días después de que se anunciara el acuerdo de TMTG que el fundador de Digital World Acquisition Corp. SPAC, el banquero de Miami Patrick Orlando, había estado discutiendo el acuerdo con Trump desde al menos marzo de 2021. La formación del SPAC se anunció en mayo y se hizo público en septiembre. El Times informó que para el verano de 2021, las personas afiliadas a TMTG les decían a los inversionistas de Wall Street que la compañía estaba a punto de llegar a un acuerdo para fusionarse con un SPAC. DWAC no se nombró específicamente, pero si era el SPAC en cuestión, esto puede haber eludido las leyes de valores y las reglas de la bolsa de valores, ya que los SPAC no pueden tener una empresa objetivo en mente antes de cotizar en bolsa. Trump y Orlando habían discutido inicialmente un acuerdo a través de otro de los SPAC de Orlando que ya cotizaba en bolsa, pero se consideró demasiado pequeño para el acuerdo de Trump. Algunos banqueros le dijeron al Times que debido a que las discusiones del acuerdo comenzaron cuando se estaba considerando el primer SPAC, lo cual sería correcto, se podría argumentar que las discusiones no ocurrieron después de que se formó el SPAC, lo cual sería incorrecto. DWAC declaró en tres prospectos que no había tenido "ninguna discusión sustantiva, directa o indirectamente, con ningún objetivo de combinación de negocios".
DWAC reveló en una presentación regulatoria de diciembre de 2021 que la SEC y la Autoridad Reguladora de la Industria Financiera le habían pedido semanas antes información sobre el comercio de acciones y las comunicaciones con TMTG antes de que se anunciara su acuerdo. . La compañía reveló en junio de 2022 que la SEC estaba ampliando su investigación, y días después dijo que un gran jurado integrado por el U.S. fiscal del Distrito Sur de Nueva York había citado a DWAC y a cada miembro de su junta, así como documentos.
El Sarasota Herald-Tribune informó en julio de 2022 que los registros del estado de Florida mostraban que Trump se fue como presidente de TMTG menos de un mes antes de que la empresa recibiera citaciones de la SEC y el gran jurado de Nueva York, al mismo tiempo que la Citaciones de DWAC. Su hijo Donald Trump, Jr. y el exfuncionario de la administración Trump Kash Patel se encontraban entre otros que abandonaron simultáneamente la junta directiva de TMTG. Truth Social negó el informe. Axios más tarde publicó registros presentados por el agente de TMTG en la División de Corporaciones de Florida; una presentación del 28 de abril mostró que Trump y otros figuraban como "director", mientras que una presentación del 8 de junio para cambiar "persona, título o capacidad" ordenó a la División que "retirara" a Trump y otros.